# Dennis Mizzi
Dennis Mizzi (19 maggio 1964) è un ex calciatore maltese, di ruolo attaccante.

## Carriera

### Nazionale
Ha collezionato 12 presenze con la propria Nazionale.